# Agnetina capitata
Agnetina capitata är en bäcksländeart som först beskrevs av Pictet, F.J. 1841.  Agnetina capitata ingår i släktet Agnetina och familjen jättebäcksländor. Inga underarter finns listade i Catalogue of Life.

## Bildgalleri

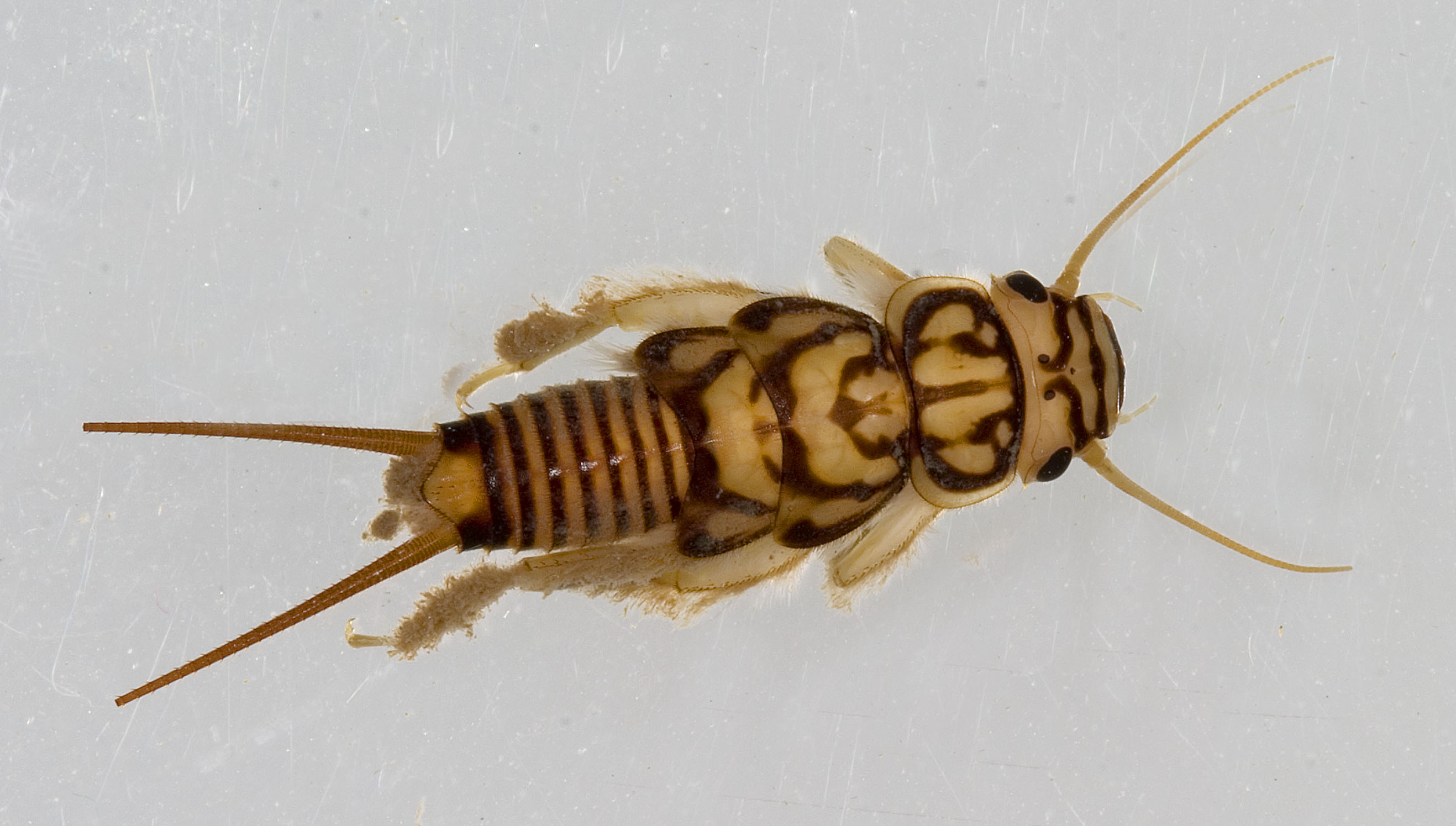